# Samtgemeinde Sibbesse
Sibbesse er et amt (Samtgemeinde) der ligger centralt i den sydlige del af Landkreis Hildesheim, i den sydlige del af den tyske delstat Niedersachsen. Administrationen ligger i byen Sibbesse.
Samtgemeinde Sibbesse består af følgende kommuner:
1. Adenstedt
2. Almstedt
3. Eberholzen
4. Sibbesse
5. Westfeld